# 1-Octen-3-on
1-Octen-3-on ist eine chemische Verbindung aus der Gruppe der α,β-ungesättigten Ketone.

## Vorkommen
1-Octen-3-on bildet sich bei Oxidation von Linolsäure an Luft in geringer Menge. Es kommt auch in Milch, Pilzen und Früchten vor und bildet sich beim Kontakt von menschlicher Haut mit Eisen als bedeutender Teil des metallischen Geruchs aus Hautfetten.

## Eigenschaften
1-Octen-3-on ist eine gelbliche entzündbare Flüssigkeit mit pilzartigem und metallischem Geruch, die praktisch unlöslich in Wasser ist.

## Sicherheitshinweise
Die Dämpfe von 1-Octen-3-on können mit Luft ein explosionsfähiges Gemisch (Flammpunkt 52 °C) bilden.